# Cinnamomum brenesii
Cinnamomum brenesii är en lagerväxtart som först beskrevs av Standley, och fick sitt nu gällande namn av André Joseph Guillaume Henri Kostermans. Cinnamomum brenesii ingår i släktet Cinnamomum och familjen lagerväxter. Inga underarter finns listade i Catalogue of Life.